# Cervera del Río Alhama
Cervera del Río Alhama è un comune spagnolo di 2 946 abitanti situato nella comunità autonoma di La Rioja.